# Carla Ashford
Carla Frances Ashford (Northallerton, 13 de marzo de 1979) es una deportista británica que compitió en remo.
Ganó una medalla de bronce en el Campeonato Mundial de Remo de 2007, en la prueba de ocho con timonel. Participó en los Juegos Olímpicos de Pekín 2008, ocupando el quinto lugar en la misma prueba.

## Palmarés internacional
| Campeonato Mundial | Campeonato Mundial | Campeonato Mundial | Campeonato Mundial |
| Año                | Lugar              | Medalla            | Prueba             |
| ------------------ | ------------------ | ------------------ | ------------------ |
| 2007               | Múnich (Alemania)  | Medalla de bronce  | Ocho con timonel   |